# Signé Picpus
Cet article concerne le recueil de nouvelles. Pour le téléfilm, voir Signé Picpus (téléfilm, 1968).
Signé Picpus est un recueil de huit nouvelles de Georges Simenon paru en 1944.
Trois de ces nouvelles mettent en scène le commissaire Maigret, dont celle qui donne son titre au recueil. Les cinq autres sont regroupées sous le sous-titre Nouvelles exotiques.

## Signé Picpus

### Résumé
Malgré un avertissement qui se termine par les mots « signé Picpus », la police ne peut empêcher le meurtre d'une voyante appelée Mme Jeanne. Dans l'appartement de la victime, Maigret découvre, enfermé dans la cuisine, un vieillard hébété, l'énigmatique Le Cloaguen, qui prétend ne rien savoir du crime qui vient d'être commis. Maigret, aussitôt, le devine innocent. Il le reconduit chez lui et découvre son milieu familial : une épouse acariâtre, une fille prétentieuse... Mme Le Cloaguen affirme que son mari, ancien médecin de la marine, est fou ; néanmoins, elle le soustrait aux psychiatres envoyés par le juge d'instruction. 
Forçant le mystère qui entoure les Le Cloaguen, Maigret parvient à rassembler quelques renseignements : la famille a quitté précipitamment Saint-Raphaël pour Paris ; d'autre part, Le Cloaguen reçoit à son nom une rente de 200 000 francs, que lui sert par reconnaissance un éleveur argentin dont il a sauvé la fille. Détail bizarre : lors de chacune de ses visites annuelles, l'avoué chargé de l'affaire l'a trouvé malade, couché dans une chambre aussi mal éclairée que possible, comme s'il avait voulu se dissimuler aux regards. 
Peu de temps après, Maigret retrouve Mme Biron, la sœur de l'ancien médecin. Au cours d'une confrontation publique, Mme Biron ne reconnaît pas son frère. Le corps de ce dernier sera découvert dans son ancienne villa de Saint-Raphaël. Quant au faux Le Cloaguen, il s'agit du père de Jeanne, un clochard du nom de Picard, que Mme Le Cloaguen a rencontré dans le port de Cannes et qu'elle a fait passer pour son mari afin de continuer à percevoir la rente. 
Jeanne était la complice de M. Blaise, un maître chanteur qui avait découvert la véritable identité du « médecin » ; craignant pour son père, elle avait menacé de tout dévoiler et Blaise avait décidé de la supprimer. Mais il y avait Mascouvin, le malhonnête homme scrupuleux qui, entraîné dans cette affaire malgré lui et pris de remords, avait averti la police sans vouloir se dénoncer : c'est pourquoi il avait écrit l'avertissement anonyme.

### Aspects particuliers du roman
La tactique de Maigret est contrariée par le juge d’instruction, ce qui mécontente le commissaire. À signaler de nombreux passages au présent qui soulignent des actions ou des monologues intérieurs de Maigret et correspondent d’ordinaire à des points forts de l’intrigue.
Prépublication en feuilleton dans le quotidien Paris-Soir, du 11 décembre 1941 au 21 janvier 1942 sous le titre Signé Picpus ou La grande colère de Maigret.

### Fiche signalétique de l'ouvrage

#### Cadre spatio-temporel

##### Espace
Paris (rue Caulaincourt, boulevard des Batignolles), Morsang. Références à Saint-Raphaël.
Simenon situe l'institut Médico-légal, boulevard des Batignolles, alors que depuis 1914, il est quai de la Rapée.

##### Temps
Époque contemporaine ; l’enquête dure moins d’une semaine et se déroule en août.

### Les personnages

#### Personnage principal
Octave Le Cloaguen, alias le vieux Picard. Médecin de marine retraité ; en fait, ancien clochard. Marié. 68 ans

#### Autres personnages
- Antoinette Le Cloaguen, son épouse, la cinquantaine.
- Marie Picard, dite Mlle Jeanne, « voyante extra-lucide », fille du vieux Picard, la quarantaine, la victime.
- Émile Blaise, rentier, escroc.
- Joseph Mascouvin, employé dans un cabinet d’affaires.

### Adaptations
- Picpus, film français de Richard Pottier avec Albert Préjean, 1943
- The Crystal Ball, téléfilm anglais de John Harrison, avec Rupert Davies, diffusé en 1962.
- L'affare Picpus, téléfilm italien de Mario Landi, avec Gino Cervi, diffusé en 1965.
- Signé Picpus, téléfilm français de Jean-Pierre Decourt, avec Jean Richard, diffusé en 1968.
- Signé Picpus, téléfilm français de Jacques Fansten, avec Bruno Cremer, diffusé en 2003.

## Nouvelles exotiques
- L'escale de Buenaventura[1]
  - Fred cherche à bord du Gobi son chef Bacula, qui devait s’y trouver avec quarante mille dollars. Mais il a disparu depuis que le cargo a fait escale à Buenaventura. Il soupçonne tour à tour chacun des quelques passagers d’être mêlés à l’affaire, mais ne trouve rien pour étayer ses soupçons. Au contraire il tombe sur plus fort que lui, un autre lieutenant de Bacula qui sait que Fred a fait tuer Bacula pour prendre sa place et empocher la somme d’argent qui se trouve quelque part à bord du bateau. Son sort est scellé.
- Un crime au Gabon[2]
  - M. Stil se plaint au commissaire Bédavent : pour la troisième fois on vient de tirer sur lui, le manquant de peu. Mollement, le commissaire, après lui avoir fait remarquer qu’il était dangereux, dans ces pays, de gagner beaucoup d’argent et d’avoir une jolie femme, lui remet un révolver pour sa défense.  C’est ce que cherchait Stil. Car s’il pouvait accepter les aventures de son épouse, de 30 ans plus jeune que lui, il ne pouvait concevoir qu’elle ait un amant de cœur. Alors il a monté une machination : faire savoir que quelqu’un lui en veut, puis mettre le docteur Chauvin en situation où il pourrait le tuer en prétextant la légitime défense. Mais le commissaire l’avait soupçonné d’une telle rouerie et ne lui avait remis pour se protéger qu’un révolver chargé à blanc.
  - Adaptation TV sous le titre Le Crime de monsieur Stil par Claire Devers, avec Bernard Verley, Jeanne Balibar, Jean-Michel Martial et Michael Richard. (1995)
- Le policier d’Istanbul[3]
  - Burns fait le tour du monde. Il s’est adjoint les services de Smit, qui lui sert de garde du corps, car il a reçu des menaces avant de quitter les États-Unis, et continue d’en recevoir à chaque escale. À Istanbul, Ali Bey, chargé par les autorités de veiller sur lui, observe un curieux manège : Smit matraquant Burns. Ali Bey sait se rendre invisible, tout en étant partout. Il découvre que Burns se fait passer pour Smit, car il le soupçonne d’être l’auteur des menaces. Ce qui se révèle exact : Smit ne veut pas de mal à son patron, mais recherche simplement la gloire professionnelle d’avoir été celui qui a empêché les malfaiteurs de lui nuire.
  - Adaptation pour la télévision britannique sous le titre Tangier Cop par Stephen Whittaker, avec Donald Sumpter, Pastora Vega, Sean Chapman et Joe Shaw.
- L'enquête de Mlle Doche[4]
  - Lady Bramson s’est fait voler ses bijoux à bord du Gordon. Les autres passagers sont soupçonnés. Geneviève Doche veut découvrir le coupable pour que le voyage vers l’Australie ne continue pas dans une atmosphère aussi lourde. Elle découvre que Lady Bramson collectionne les aventures, qu’elle s’est fait voler ses bijoux à Tahiti, bien plus tôt qu’elle ne l’avoue pour sauver la face, et que le voleur, son amant d’un soir, les a revendus à une autre passagère du Gordon.
- La ligne du désert[5]
  - L’agent Nordley est à bord de l’avion des Imperial Airways qui relie Le Caire au Cap. À bord aussi, un million de Livres Sterling. À bord également, le Professeur, un escroc international que personne n’a jamais vu, spécialiste des coups audacieux qui rapportent gros. Mais lequel des passagers est-il le Professeur ? Certains sont insoupçonnables, d’autres moins. En particulier cet homme à fausse barbe accompagné d’une soi-disant nièce. Et pourtant ce seront eux qui aideront à identifier le pilote de l’avion comme étant le Professeur.

## Éditions
- Édition originale : Gallimard, 1944
- Tout Simenon, tome 24, Omnibus, 2003  (ISBN 978-2-258-06109-5)
- Folio Policier, n° 591, 2010  (ISBN 978-2-07-030635-0)
- Tout Maigret, tome 3, Omnibus,  2019  (ISBN 978-2-258-15044-7)

## Source
- Maurice Piron et Michel Lemoine, L'Univers de Simenon, guide des romans et nouvelles (1931-1972) de Georges Simenon, Presses de la Cité, 1983 (ISBN 978-2-258-01152-6), p. 298-299